# زائفات
الزائفات أو المتقلبات (البكتيريا البروتينية) (الاسم العلمي: Pseudomonadota)، هي شعبة رئيسية من البكتيريا سالبة الغرام. حاليًا، تعتبر هذه الشعبة هي الشعبة السائدة في عالم البكتيريا. وهي توجد بشكل طبيعي بوصفها أجناس ممرضة وحرة (غير طفيلية). تضم الشعبة ستة رتب العُصَيَّات الحمضية، ومتقلبات ألفا، ومتقلبات بيتا، ومتقلبات غاما، وإلفيات الهيدروجين، ومتقلبات زيتا. الزائفات متنوعه بشكل كبير، مع وجود اختلافات في الشكل، والعمليات الأيضية، وصلتها بالبشر، وتأثيرها البيئي.